# 迈克尔·张伯伦
迈克尔·张伯伦（英語：Michael Leigh Chamberlain，1944年2月27日—2017年1月9日）是一名新西兰出生的澳大利亚作家、教师和牧师。
他最出名的事情是1980年8月在澳大利亚北部地区野营时女儿阿扎里亚·张伯伦遭到野狗袭击而死亡。张伯伦当时的妻子林迪于1982年被误判谋杀婴儿，事后他被判犯有从犯罪。1987年皇家委员会的调查结果裁定这对夫妇是无辜的；但是在此之前，他们被公众憎恨、并被媒体负面报道。2017年1月9日，张伯伦在位于新南威尔士中部海岸去世，享年72岁，死于急性骨髓性白血病并发症。

## 著作
- 《Beyond Ellen White : Seventh-Day Adventism in transition : a sociocultural history and analysis of the Australian church and its higher education system》，2008，Post Pressed 。 ISBN 9781922019073